# Epirhyssa flavopicta
Epirhyssa flavopicta là một loài tò vò trong họ Ichneumonidae.